# Curva de perseguição
Na matemática, curva de perseguição é a curva que descreve a trajetória de um ponto, o perseguidor, que se move em direção a outro, o perseguido. A curva descrita por esse último é definida como curva de fuga, podendo ser uma reta, no caso mais simples. Foi estudada pelo matemático francês Pierre Bouguer, em 1732. Contudo, o termo 'curva de perseguição'  foi definido pelo matemático George Boole em 1859 no livro Treatise on Differential Equations (pág 246)  .
Duas condições devem ser especificadas para definir uma Curva de Perseguição:
1. O perseguidor move-se apontando sempre diretamente para o perseguido;
2. A velocidade do perseguidor é diretamente proporcional à do perseguido.

Exemplos clássicos para modelar a Curva são o de um gato caçando um rato, uma raposa perseguindo um coelho, ou a trajetória de um míssil teleguiado perseguindo o alvo.

## Equação diferencial de uma curva de perseguição
Sejam {\displaystyle x,y} as coordenadas de um ponto perseguidor, e  {\displaystyle x',y'} as coordenadas simultâneas do ponto perseguido. Seja a equação do caminho dado 
{\displaystyle f(x',y')=0\quad (1)}
Note que o ponto perseguido é sempre tangente ao caminho dado pelo ponto perseguidor, cujas coordenadas satisfazem a equação da tangente.Então:  
{\displaystyle y'-y={\frac {dy}{dx}}\left(x'-x\right)\quad (2)} 
Por fim, sendo as velocidades dos dois pontos uniformes, o arco correspondente será obtido pela razão constante entre as velocidades com os quais eles. Então, se a velocidade do ponto perseguidor estiver para o ponto perseguido com {\displaystyle n:1}, teremos: 
{\displaystyle n\times {\sqrt[{}]{(dx'^{2}+dy'^{2})}}={\sqrt[{}]{(dx^{2}+dy^{2})}}} ,
ou, tomando x como uma variável independente,
{\displaystyle n\times {\sqrt[{}]{\left({\frac {dx'}{dx}}\right)^{2}+\left({\frac {dy'}{dx}}\right)^{2}}}={\sqrt[{}]{\left(1+{\frac {dy}{dx}}\right)^{2}}}\quad (3)}
O sinal a ser dado em cada radical pode ser positivo ou negativo, de acordo com a tendência do movimento crescer ou diminuir no arco correspondente.  
De  {\displaystyle (2)} e {\displaystyle (3)} , quando a forma da função {\displaystyle f(x',y')} é determinada,  {\displaystyle x'} e  {\displaystyle y'} podem ser encontrados em termos de {\displaystyle x,y} e {\displaystyle {\frac {dy}{dx}}} , e esses valores nos permitem reduzir {\displaystyle (1)} para uma equação entre {\displaystyle x,y,{\frac {dy}{dx}},{\frac {d^{2}y}{dx^{2}}}}. Resta apenas resolver esta equação diferencial de segunda ordem. Se os sinais dos radicais são ambos mudados, o movimento em cada curva é simplesmente invertido, e a curva de perseguição torna-se uma curva de fuga. Mas a equação diferencial permanece inalterada, bem como a forma da curva, apenas com suas relações invertidas. 

### Exemplo
Uma partícula que parte de um ponto do eixo das abcissas, a uma distância {\displaystyle a} da origem, e move-se uniformemente em uma direção vertical paralela ao eixo das ordenadas, é perseguido por uma partícula que parte simultaneamente da origem cuja velocidade é de razão {\displaystyle n:1}. Queremos saber o caminho do perseguidor.

#### Solução
A equação do caminho da primeira partícula dado por {\displaystyle x'=a}, por {\displaystyle (2)} , é 

{\displaystyle y'-y={\frac {dy}{dx}}(a-x)}  ,
 

então,
{\displaystyle y'=y+{\frac {dy}{dx}}(a-x)} . 
 

Assim nós temos que 
{\displaystyle {\frac {dy'}{dx}}=0,\quad {\frac {dy'}{dx}}=(a-x){\frac {d^{2}y}{dx^{2}}},} 
 

e a equação diferencial, sendo ambos radicais positivos, é
{\displaystyle n(a-x){\frac {d^{2}y}{dx^{2}}}={\sqrt[{}]{1+\left({\frac {dy}{dx}}\right)^{2}}}\quad (a)}.
Então, 
{\displaystyle {\frac {\frac {d^{2}y}{dx^{2}}}{\sqrt[{}]{1+({\frac {dy}{dx}})^{2}}}}={\frac {1}{n(a-x)}}}.
Multiplicando por {\displaystyle dx} e integrando 
{\displaystyle {\frac {dy}{dx}}+{\sqrt[{}]{1+\left({\frac {dy}{dx}}\right)^{2}}}=c(a-x)^{1/n}}
Logo,
{\displaystyle {\frac {dy}{dx}}={\frac {1}{2}}\left(c(a-x)^{1/n}-{\frac {1}{c}}(a-x)^{1/n}\right)}
Disso, se {\displaystyle n} não for igual a {\displaystyle 1} , 

{\displaystyle {\frac {1}{2}}\left({\frac {c(a-x)^{1-{\frac {1}{n}}}}{{\frac {1}{n}}-1}}+{\frac {1}{c}}{\frac {(a-x)^{1+{\frac {1}{n}}}}{1+{\frac {1}{n}}}}\right)+c'\quad (b)}
mas se {\displaystyle n} for igual a {\displaystyle 1}, teremos, ao substituir {\displaystyle C} por {\displaystyle {\frac {1}{2}}\left({\frac {1}{c}}-c\right),}
disso,
{\displaystyle y={\frac {C(x-a)^{2}}{2}}+c'\quad (c)}
que é representado por uma parábola.

## O problema do Rato

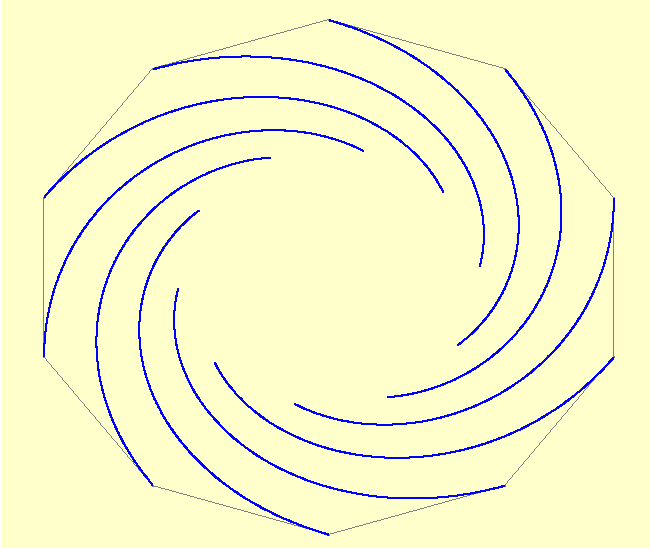
Trajetórias de perseguição.

No problema do rato, cada ponto parte dos vértices de um polígono regular e faz simultaneamente o papel de perseguidor e perseguido, caçando o ponto mais próximo a esquerda, seguindo em sentido horário. Observa-se que a curva traçada por cada ponto é uma espiral logarítmica, e ligando-os em períodos regulares de tempo temos um efeito redemoinho   de polígonos proporcionais ao original. 

## Ligações Externas
(Em Português) Aplicação de Problemas e Curvas de perseguição no Ensino Médio
(Em inglês)https://web.archive.org/web/20130717202603/http://www.hsu.edu/uploadedFiles/Faculty/Academic_Forum/2006-7/2006-7AFPursuit.pdf
(Em inglês)http://mathworld.wolfram.com/PursuitCurve.html
(Em  alemão)http://did.mat.uni-bayreuth.de/~susanne/verfolgung/Hundekurven.html